# Marcel Queheille
Marcel Queheille   (Zalgize-Doneztebe, 16 de març de 1930 - Auloron e Senta Maria, 17 de juliol de 2021) fou un ciclista francès que fou professional entre 1957 i 1963.
Començà a córrer en categories inferiors el 1949. Obté fins a 26 victòries a final de 1956, quan donà el salt al professionalisme. Durant la seva etapa professional obtingué una dotzena de victòries, entre les quals destaca una etapa al Tour de França de 1959.

## Palmarès
- 1957
  - 1r del Circuit de Grand-Bourg
  - 1r del Premi de la Vall de la Soule a Sauguis
  - 1r del Premi de les Bones Maneres a Salies-de-Béarn
- 1958
  - 1r del Critèriumde Cansac
  - 1r del Gran Premi de Bessereix
- 1959
  - 1r del Gran Premi de la Trinitat de Guéret
  - Vencedor d'una etapa al Tour de França
  - Vencedor d'una etapa del Critèrium del Dauphiné Libéré
- 1961
  - 1r del Gran Premi de Mende
  - 1r del Premi de Sigoulès
  - 1r del Premi de la Combativitat al Tour de França
- 1962
  - 1r del Gran Premi de Sant Joan a La Couronne

### Resultats al Tour de França
- 1957. 30è de la classificació general
- 1959. 26è de la classificació general. Vencedor d'una etapa
- 1960. 50è de la classificació general
- 1961. 21è de la classificació general

### Resultats a la Volta a Espanya
- 1961. 26è de la classificació general
- 1962. Abandona (2a etapa)
- 1963. Abandona (9a etapa)